# Universitatea Wesleyană din Connecticut
Acest articol se referă la Universitatea Wesleyană din Connecticut. Pentru Universitatea din Ohio, vedeți Universitatea Wesleyană din Ohio.
Universitatea Wesleyană (în original Wesleyan University) este o universitate privată, aflată în orașul Middletown, statul Connecticut, Statele Unite ale Americii. A fost întemeiată în 1831.